# 宍塚の自然と歴史の会
特定非営利活動法人宍塚の自然と歴史の会（ししつかのしぜんとれきしのかい）は、日本の特定非営利活動法人である。茨城県つくば市に近い土浦市の宍塚大池を中心とした緑が残る100haほどの地域で様々な活動を行っている。市街地近郊における里山保全を行うボランティア団体であり、日本における里山保全の先駆けとなった。
理事長は及川ひろみ。任意団体時代の会長は森本信生。会員総数約600名。うち正会員は200名ほど。
　活動内容 
・宍塚の自然を見るための観察会を開催（毎週土曜日）
・決まったテーマの観察会（毎月第1日曜日）
・環境省のモニタリング調査（コアサイト）
・日本野鳥の会合同観察会
・稲作の自然農法の研究
・地元の大豆（固定種）の系統保存
・各大学インターンシップの受け入れ
・JICA等研修の受け入れ
・行政との合同観察会
・観察路や雑木林等の植生管理
・安全講習会
・宍塚大池の特定外来生生物の駆除（ブルーギル、ブラックバス、アメリカナマズ等　他植物）
等

## 沿革
- 1989年: 任意団体として発足。
- 2003年：特定非営利活動法人の認証を受ける。
- 2010年：認定特定非営利活動法人の認定を受ける。

## 受賞
- 2004年: 日本の里地里山30　保全活動コンテスト　受賞
- 2005年: 田園自然再生コンクール　朝日新聞社賞　受賞
- 2005年: 水環境文化賞　受賞
- 2005年: 「みどりの日」自然環境功労賞　環境大臣表彰
- 2005年: ふるさとづくり賞　内閣総理大臣賞　受賞
- 2005年: 日本自然保護協会　沼田眞賞　受賞